# Ruta de los Castillos del Vinalopó

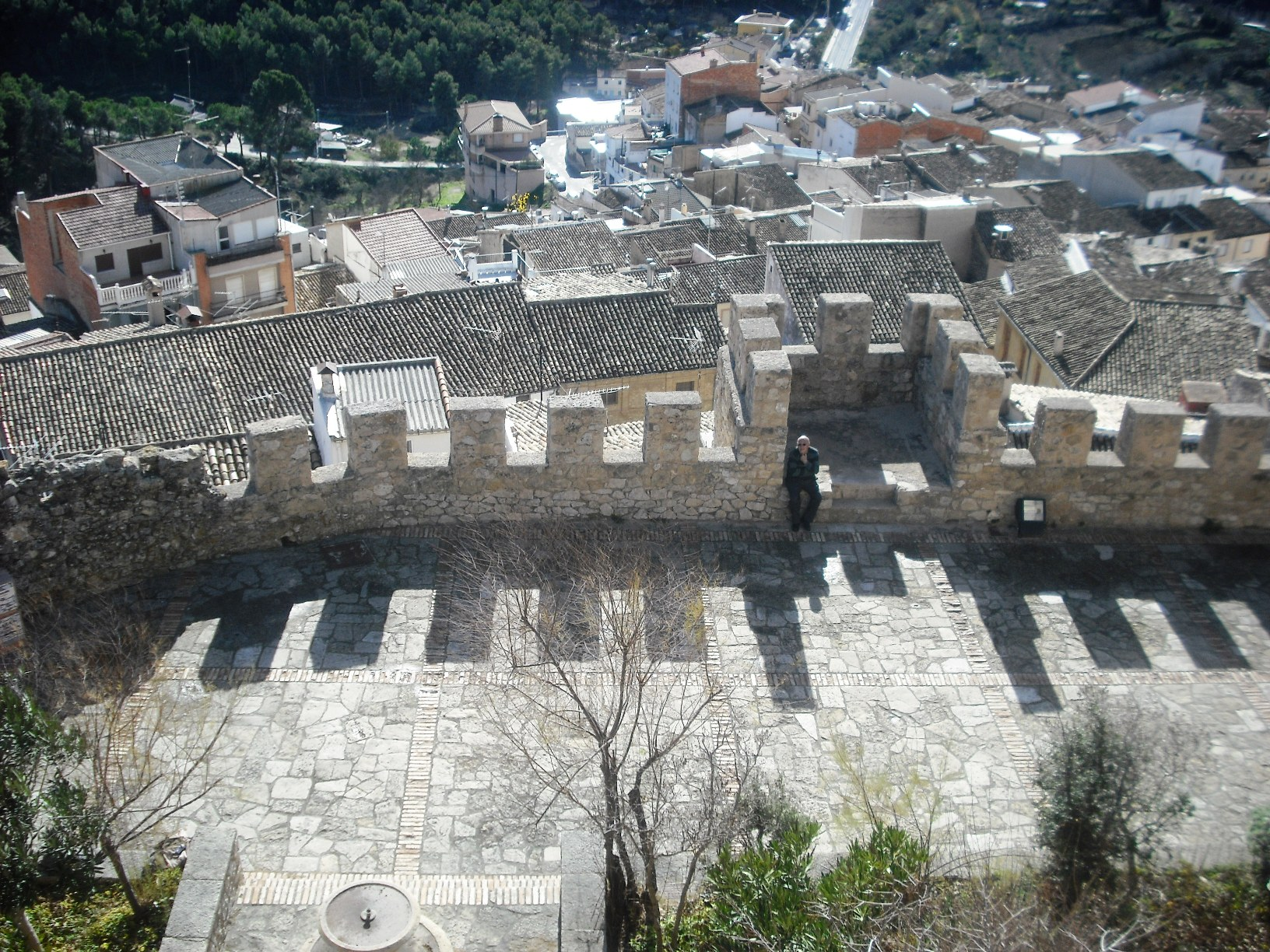
Castillo de Bañeres.

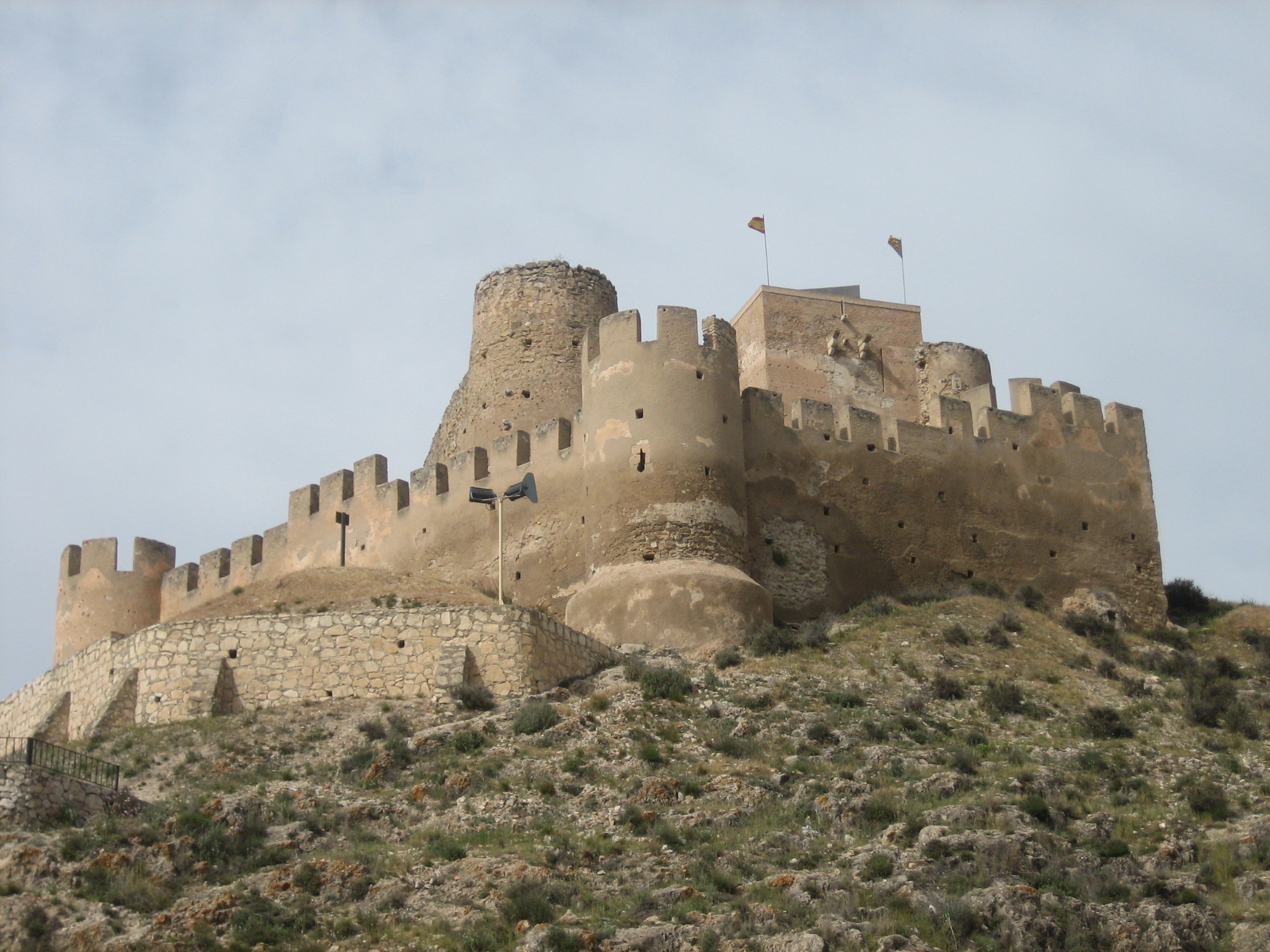
Castillo de Biar.

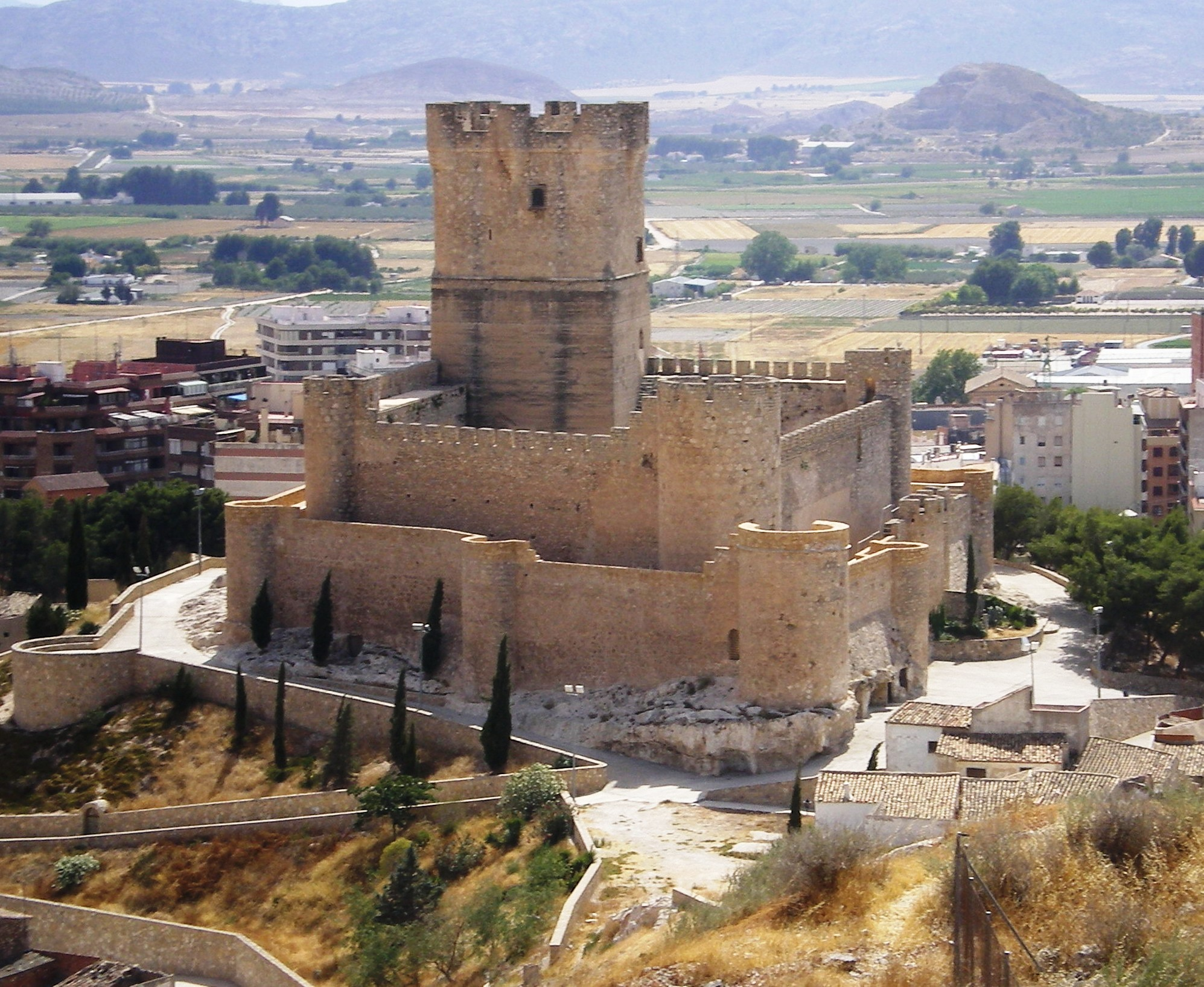
Castillo de la Atalaya, en Villena.

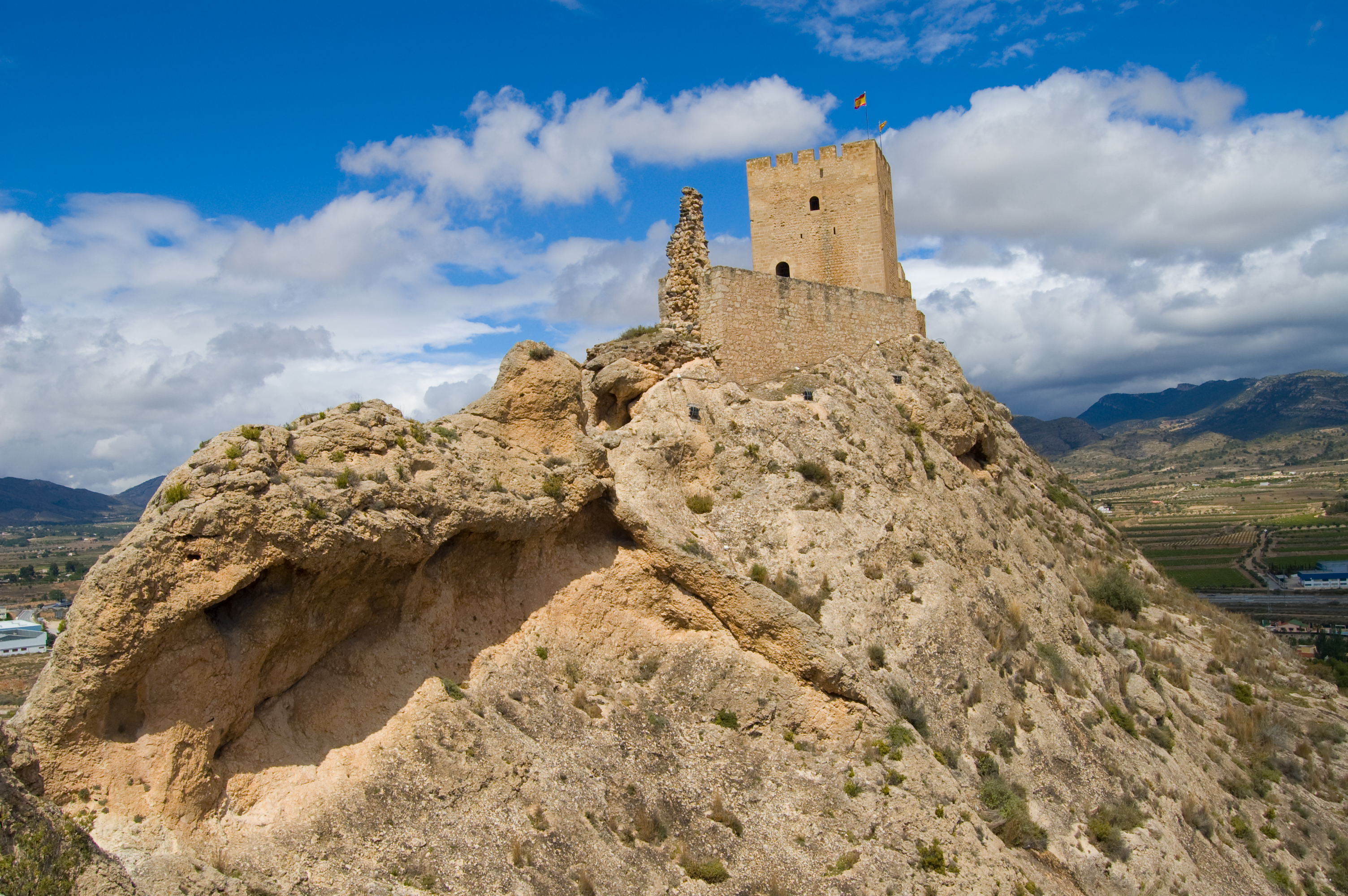
Castillo de Sax.

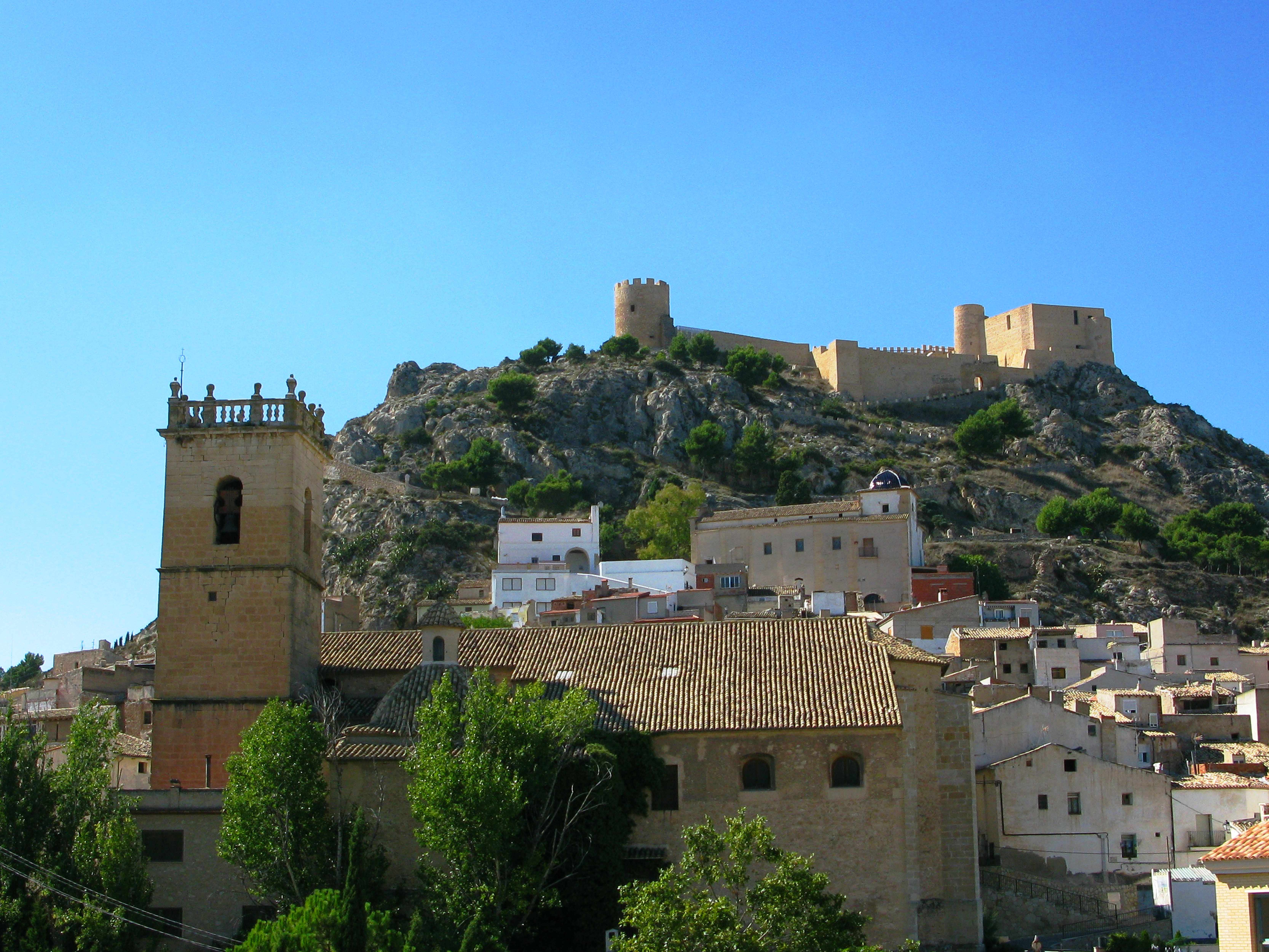
Castillo de Castalla.

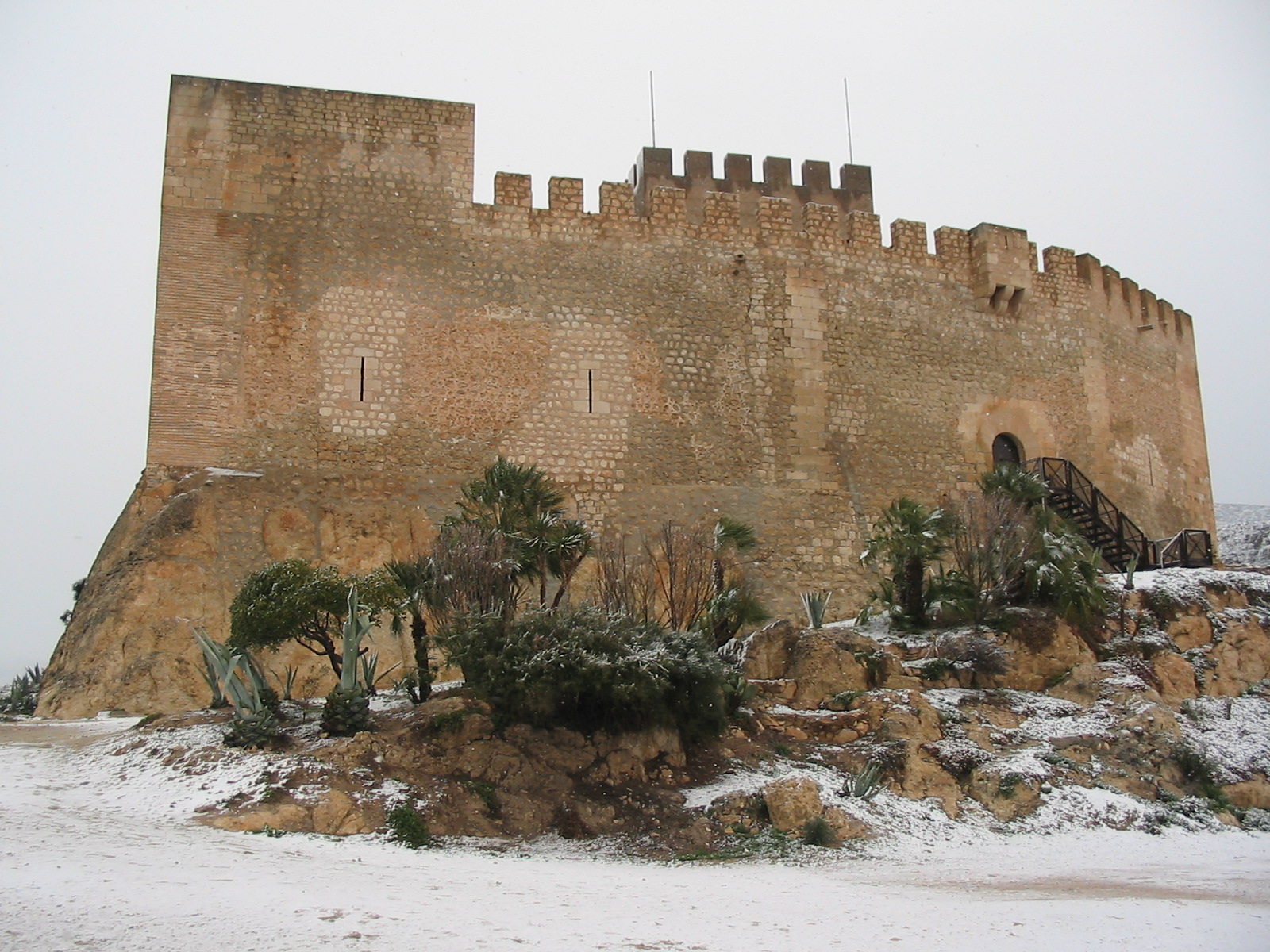
El Castillo de Petrel durante la nevada del 28 de enero de 2006.

La Ruta de los Castillos del Vinalopó es un itinerario histórico y cultural de España por algunas de las fortalezas más representativas de la provincia de Alicante, la mayoría de ellas radicadas en el Valle del Vinalopó, en la Comunidad Valenciana. 
La ruta, que se encuentra situada en el Valle del Vinalopó, en el interior de la provincia de Alicante, da a conocer una serie de castillos y fortalezas que las protegían durante el medievo, al ser estas poblaciones, en algún momento de su historia, fronterizas del Reino de Valencia y por tanto, de la Corona de Aragón con la Corona de Castilla.
La Ruta cuenta con alrededor de 100 kilómetros de recorrido a través de nueve municipios diferentes. Se sitúa en una de las comarcas de la Comunidad Valenciana y España con mayor concentración de castillos, que se encuentran en diversas localidades como Villena, Biar, Bañeres, Castalla, Sax, Elda, Petrel, Monóvar o Novelda. 
El rio Vinalopó está salpicado de castillos y fortificaciones. Son herencia del paso de los árabes por su historia. La cultura árabe primero, y la cristiana después, dejaron en estas tierras un patrimonio de indudable valor arquitectónico.

## Itinerario
La Ruta de los Castillos del Vinalopó tiene el siguiente itinerario, tomando como partida Villena, y teniendo en cuenta los 9 castillos en mejor estado:
- Castillo de la Atalaya, en Villena. (Villena a Biar)
- Castillo de Biar, en Biar. (Biar a Banyeres)
- Castillo de Bañeres, en Bañeres. (Bañeres a Castalla)
- Castillo de Castalla, en Castalla. (Castalla a Sax)
- Castillo de Sax, en Sax. (Sax a Elda)
- Castillo de Elda, en Elda. (Elda a Petrel)
- Castillo de Petrel, en Petrel. (Petrel a Novelda)
- Castillo de la Mola, en Novelda. (Novelda a Elche)
- Palacio de Altamira, en Elche.

## La Ruta paso a paso
Villena:
- El más grande de los castillos de la ruta, el Castillo de la Atalaya data del siglo XI o siglo XII, es de construcción almohade y domina imponente la ciudad de Villena. Controlaba la antigua línea fronteriza entre Castilla y el Reino de Aragón, dominando los valles circundantes. Es un edificio clave en importantes episodios de la historia medieval y a lo largo de los enfrentamientos bélicos de la historia de España. Fue declarado Monumento Histórico-Artístico en 1931. Desde sus almenas se puede divisar los restos del también villenense Castillo de Salvatierra.

Biar: (Villena-Biar:9 kilómetros)
- El Castillo de Biar se levanta sobre un cerro desde el que domina la localidad de Biar y data del siglo XII. Cobró importancia en la época de Jaime I, en el que queda como castillo fronterizo según el Tratado de Almizra. En su construcción se utilizó la bóveda nervada almohade que, junto a las del vecino castillo de la Atalaya de Vilena, son unas de las más antiguas de España, además de las únicas utilizadas en un edificio militar en toda la península ibérica.

Bañeres: (Biar-Bañares: 16 kilómetros)
- El Castillo de Bañeres es una fortaleza de origen almohade construida en el siglo XIII que se sitúa en el centro de Bañeres a una altitud de 830 m s. n. m. Actualmente alberga también el Museo Festero de Bañeres (Museu Fester).

Castalla: (Bañares-Castalla: 19 kilómetros)
- El Castillo de Castalla es una fortaleza de origen islámico construida en el siglo XI con reformas posteriores cristianas de los siglos XIV a XVI. Está situada sobre un cerro que domina la población y el curso del río Verde. Su estado de conservación es bueno.

Sax: (Castalla-Sax: 21 kilómetros)
- El Castillo de Sax se alza a 524 m s. n. m. sobre un escarpado peñasco que domina Sax y gran parte del valle del Vinalopó entre Elda y Villena. El origen de la actual fortaleza es andalusí, probablemente almohade. Formaba parte de la línea defensiva de fortificaciones del Valle del Vinalopó. Es de propiedad municipal desde 1980 y actualmente se halla completamente restaurado.

Elda: (Sax-Elda: 9 kilómetros)
- El Castillo de Elda es un alcázar emplazado en un pequeño cerro junto al río, construido por los almohades entre los años 1172 y 1243, y que protegía la comunidad que iría conformando la Elda islámica. El castillo ha sido restaurado parcialmente.

Petrel: (Elda Petrel: 3 kilómetros)
- El Castillo de Petrel se encuentra en una elevación montañosa ubicada en la zona este del casco urbano de Petrel. Desde él se divisa todo el Valle del Vinalopó. Originario de finales del siglo XII o principios del XIII, es un castillo musulmán. Es de forma poligonal, está almenado y su interior está recorrido por un terraplén. En su torre del homenaje se realizan exposiciones y es Conjunto Histórico-Artístico de Interés Nacional desde 1983.

Novelda: (Petrel-Novelda: 13 Kilómetros)
- El Castillo de la Mola es de origen almohade, y fue construido en el siglo XII sobre una antigua fortificación romana. Se alza junto al Santuario de Santa María Magdalena, a unos 4 kilómetros de Novelda. Su torre es uno de los primeros ejemplos de edificio cívico-militar en la Comunidad Valenciana.

Elche. (Novelda-Elche: 21 Kilómetros)
- El Palacio de Altamira o Alcázar de la Señoría está situado a orillas del río Vinalopó, en el centro de Elche. Fue construido a finales del siglo XV por el noble Gutierre de Cárdenas. No obstante, es probable que fuera construido sobre una obra anterior del siglo XII o XIII, que formaría parte de las defensas de la villa amurallada almohade. Actualmente está restaurado y en buen estado de conservación y alberga el Museo Arqueológico y de Historia de Elche.